# 里諾 (明尼蘇達州)
里諾（英語：Reno）是位於美國明尼蘇達州休斯頓縣克魯克德克里克鎮區的一個非建制地區。

## 地理
里諾所處的海拔為高於海平面205米（即673英呎），而該地所採用的時區為UTC-6，即北美中部時區（CST）。同時該地設有夏令時間，為UTC-6調快一小時，即UTC-5（CDT）。